# Hans-Rudolf Künsch

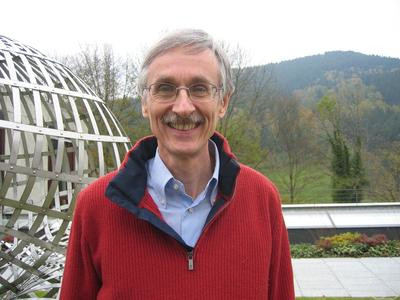
Künsch, Oberwolfach 2007

Hans-Rudolf Künsch (* 17. Oktober 1951) ist ein Schweizer Mathematiker, der sich mit Stochastik befasst.
Künsch wurde 1980 bei Hans Föllmer an der ETH Zürich promoviert (Reellwertige Zufallsfelder auf einem Gitter: Interpolationsprobleme, Variationsprinzip und statistische Analyse). Als Post-Doktorand war er an der Universität Tokio wie schon nach seinem Diplom (mit einem Stipendium der japanischen Regierung). Ab 1983 war er Assistenzprofessor, ab 1989 ausserordentlicher und ab 1992 ordentlicher Professor an der ETH Zürich, an der er 2007 bis 2009 der Mathematik-Fakultät vorstand und 2014 emeritiert wurde. Mit Frank Hampel leitete er das Seminar für Statistik an der ETH.
Er befasst sich mit räumlicher Statistik und Zufallsfelder (Geostatistik, Bildanalyse, Parameterschätzung von Gibbs-Feldern, Raum-Zeit-Modelle),  Zeitreihen-Analyse (langreichweitige Abhängigkeiten, Bootstrap-Methoden für abhängige Daten, allgemeine Zustandsraum-Modelle, Teilchen- und Ensemble-Kalman-Filter), Umwelt-Modellierung (Klima, Böden), robuster Statistik und Auswahl statistischer Modelle.
1998 bis 2000 war er Mitherausgeber der Annals of Statistics. 2011 bis 2014 war er Präsident des  Institute of Mathematical Statistics. Er ist im Rat der  Bernoulli-Gesellschaft für Mathematische Statistik und Wahrscheinlichkeit.
Zu seinen Doktoranden zählt Peter Bühlmann.

## Schriften
- The Jackknife and the Bootstrap for General Stationary Observations, Annals of Statistics, 17, 1989, 1217–1241, Project Euclid